# جوخه تفنگداران لهستانی
جوخه تفنگداران لهستانی (لهستانی: Polskie Drużyny Strzeleckie) یک سازمان  شبه‌نظامی طرفدار استقلال لهستان بود که در سال ۱۹۱۱ توسط سازمان استقلال جوانان زاژویه در بخش اتریش-مجارستانی لهستان تجزیه شده تأسیس شد.
این سازمان اهدافی مشترک و همکاری نزدیک با انجمن تفنگداران داشت. جوخه تفنگداران لهستانی از حمایت دولت اتریش-مجارستان که قصد داشت از ایشان در جنگ جهانی اول استفاده کند بهره‌مند بود و در آغاز جنگ ۶٬۰۰۰ نفر عضو داشت که با شروع جنگ بسیاری از ایشان به هنگ‌های لهستانی که تحت نظارت یوزف پیلسودسکی ایجاد گشته بود پیوستند.
قبل از رسمی شدن، این سازمان به صورت زیرزمینی با نام اتحاد نظامی لهستان (Polski Zwiazek Wojskowy) با هدف آماده کردن ملت لهستان برای قیام و آموزش افسران برای ارتش آینده لهستان فعالیت می‌کرد. در اکتبر ۱۹۱۰ نام این گروه به ارتش لهستان (Armia Polska) تغییر پیدا کرد و دوره‌های آموزش نظامی را در گالیسیای اتریش، لهستان کنگره و وین برگزار کرد. با رسمی شدن این سازمان طی سال‌های ۱۹۱۲–۱۹۱۱ نام آن به جوخه تفنگداران لهستانی تغییر پیدا کرد و در آن مقطع ۶۵۰ نفر عضو داشت که با آغاز جنگ جهانی اول اعضا سازمان با رشدی چشمگیر به ۶۰۰۰ نفر رسید. این نفرات در ۱۲۷ گروه سازماندهی می‌شدند.
جوخه تفنگداران لهستانی با اتحادیه مبارزه فعال همکاری بسیار نزدیکی داشت و هر دو سازمان از یونیفرم یکسانی استفاده می‌نمودند. اعضا جوخه تفنگداران از سلاح‌های متنوعی استفاده می‌کردند که مهم‌ترین آن‌ها تفنگ مانلیچر شون‌آوا و تفنگ ورندر هولوب بودند.